# Elisabet av Ryssland
Elisabet Petrovna (ryska: Елизаве́та (Елисаве́та) Петро́вна), född 18 december 1709, död 25 december 1761 (g.s.) / 5 januari 1762 (n.s.), var regerande rysk tsarinna från 1741. Hon var dotter till Peter den store och Katarina I.

## Biografi

### Tidigt liv
Elisabet Petrovna beskrivs som sin fars favorit, och ansågs likna honom både fysiskt och psykiskt. Hon var den yngre av två döttrar till sin far i hans andra äktenskap, och han hade en son från sitt första äktenskap. Peter hade därför ingen tanke på att Elisabet kunde vara en framtida regent. Han överlät hennes utbildning och uppfostran på hennes mor, som själv saknade bildning. 
Elisabet beskrivs som vacker, intelligent och begåvad, men också som temperamentsfull och lat. Hon och hennes syster Anna fick en viss ytlig västerländsk utbildning av en fransk guvernant i dans, musik och etikett, och hon lärde sig tala franska, engelska och italienska. Hon var känd för sitt intresse för franska modekläder, och älskade liksom sin far fysiska aktiviteter som att dansa, åka släde, jaga och rida. 
År 1724 trolovade Peter den store sina döttrar Anna och Elisabet med två prinsar av Holstein-Gottorp. Elisabet trolovades med Karl av Holstein-Gottorp. Annas äktenskap ägde rum 1725. Samma år avled systrarnas far, och deras mor besteg tronen. Elisabets trolovade Karl av Holstein-Gottorp avled 1726 innan deras bröllop hade hunnit äga rum. Hennes mor försäkrade Elisabet arvsrätt till tronen efter sin syster Anna och sin brorson Peter. 

### Peter II
Elisabets mor avled 1727 och efterträddes av hennes brorson Peter II. Elisabet hade en god relation till sin halvbrorson tsaren. Peter II avled barnlös 1730. Det förekom då förslag om att Elisabet skulle bestiga tronen. Hon saknade dock intresse för tronen vid detta tillfälle och vidtog inga åtgärder för att tillförsäkra sig den. Hon missade därför tillfället att hävda sina rättigheter, och istället besteg hennes kusin Anna Ivanovna tronen.

### Anna Ivanovna
Relationen mellan Anna Ivanovna och Elisabet var spänd. Elisabet hade stor prestige i Ryssland i egenskap av dotter till Peter den store. Hennes arvsrätt till tronen kunde inte ifrågasättas, men Anna önskade istället ge tronen till sin systerdotter. Elisabet kunde inte gifta sig med utländska prinsar då inga sådana förhandlingar gjordes av Anna, och inte heller med en ryss, då det skulle göra att hon förlorade sin arvsrätt till tronen. Hon levde under en ansträngd ekonomisk situation, men deltog i hovlivet och skapade värdefulla kontakter. Hon kultiverade stödet hos det kejserliga gardet genom att besöka dem och bli gudmor till deras barn. 

### Trontillträde
Efter tsarinnan Annas död 1740 tillträdde den späde Ivan VI under Ernst Johann von Biron och sin mor Anna Leopoldovnas förmynderskap tronen. 
Ett år senare tog Elisabet, som dittills levt utanför politiken, makten från den svaga och hatade regeringen. Hennes främsta rådgivare i detta var franska sändebudet markis Jacques-Joachim Trotti de La Chétardie och greve Johann Hermann Lestocq. För att genomföra planen började hon även förhandlingar med det svenska sändebudet i Sankt Petersburg och lockade det regerande hattpartiet i Sverige att angripa Ryssland, för att skapa förvirring, genom lösa förespeglingar om landavträdelser. 
Svenskarnas marsch mot Sankt Petersburg hejdades av nederlaget vid Villmanstrand (augusti 1741). 
Natten den 6 december 1741 infann sig Elisabeth i de missnöjda gardesregementenas kasern, där hon fick deras stöd och utropades till monark. De lyckades fängsla regenten och dennes tyska rådgivare. Ivan och hans familj inspärrades i fängelse, hans anhängare sändes till Sibirien, medan tusentals personer, som tidigare landsförvisats av de båda föregående regeringarna, fick återvända hem.

### Regeringstid
När Elisabet tillträtt tronen tog hon tillbaka sina löften om landavträdelse till svenskarna. Hon lät istället sina trupper gå in i Finland, detta ledde till freden i Åbo (1743) där Ryssland tog ytterligare delar av landet. 
Efter statskuppen styrdes landet till stor del genom hennes rådgivare Lestocq, men efter att han störtats föll regeringens styre i händerna på ryska gunstlingar, av vilka Bestusjev blev den verklige regenten. 
Elisabet verkar ha saknat både lust och kraft att styra. Endast i undantagsfall utövade hon något personligt inflytande på politiken. 
Fredrik II av Preussen lär ha skämtat att "sedeslösheten" vid hennes hov bidragit till att hon i det sjuåriga kriget (1756–1763) slöt sig till hans fiender. 
Regering under hennes tid, styrd av det gammalryska partiet, anses orsakat stor skade i Ryssland. Grymma kroppsliga straff var vanligt förekommande och tusentals människor deporterades eller hölls i tvångsarbete. Lag- och finansväsendet präglades av oreda och korruption.
Regeringen inrättade dock institutionerna  universitetet i Moskva och de fria konsternas akademi i Sankt Petersburg. De upphävde också de inrikes tullarna (1753 och 1758).
Elisabet dog 5 januari 1762 och efterträddes av sin systerson Peter III.

## Familj
Enligt rykten ska greve Aleksej Razumovskij, som först var hennes lakej, sedan hennes kammarherre också troligen varit hennes morganatiske gemål, med vilken hon hade två eller tre barn.

## Galleri

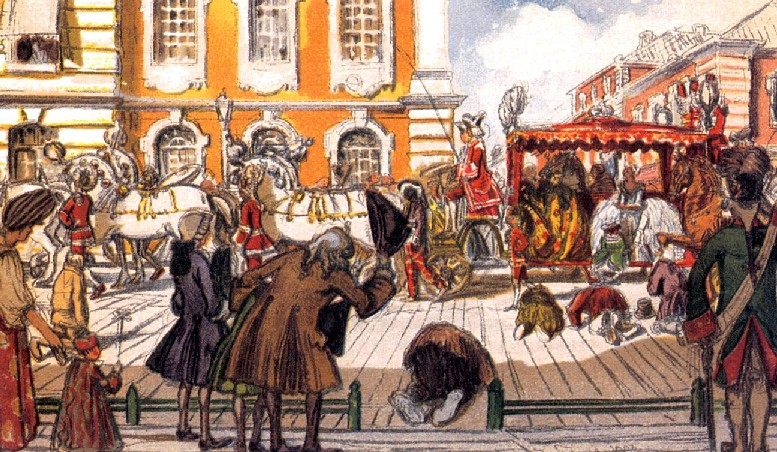
Elizaveta Petrovnas promenad genom Sankt Petersburg (1903), av Alexandre Benois.
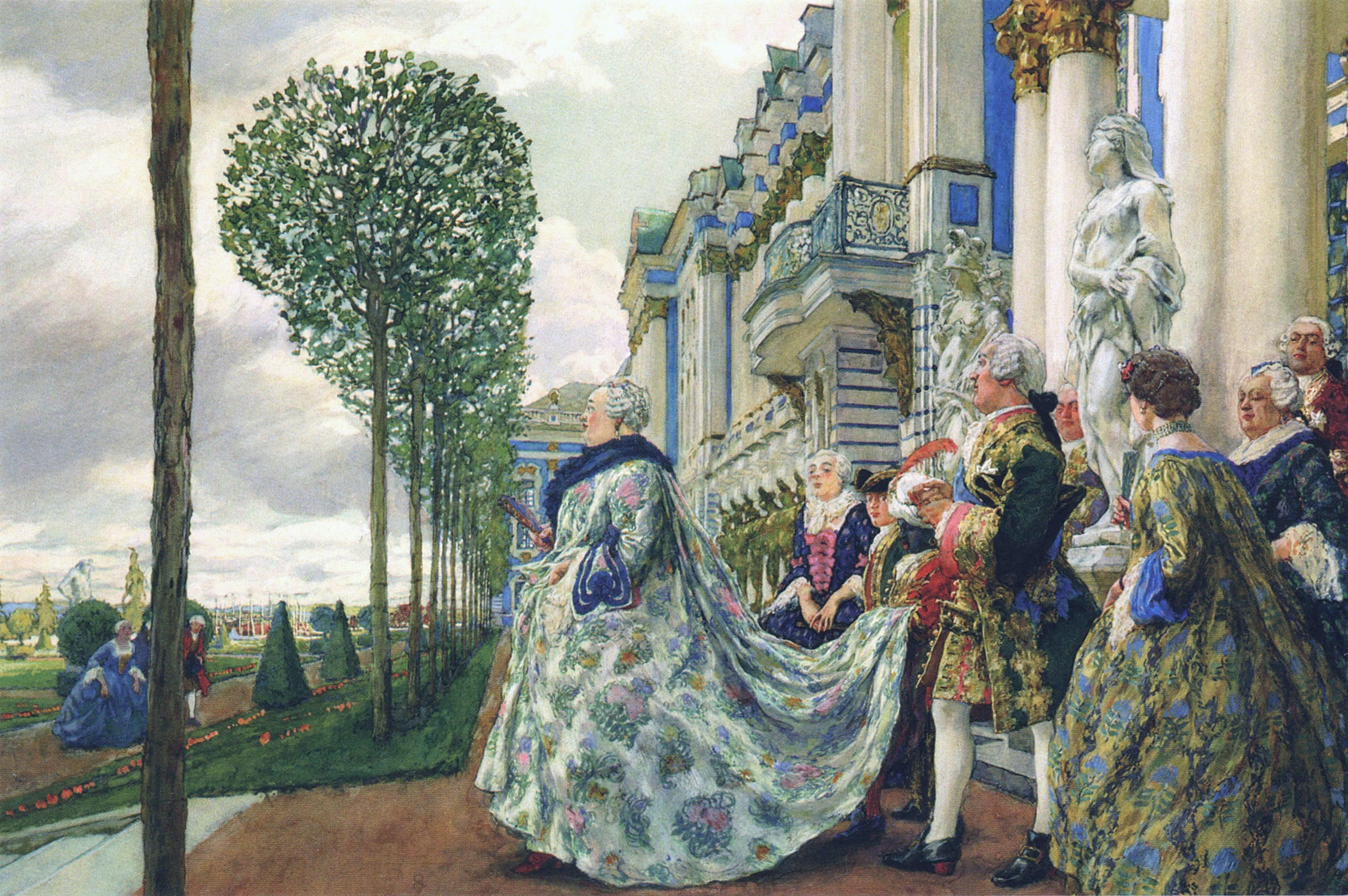
Elizaveta Petrovna i Tsarskoje Selo (1905), av Eugene Lanceray.